# Ljubimec
Ljubimec (búlgaro: Любимец) é uma cidade da Bulgária, localizada no distrito de Haskovo. A sua população era de 7 670 habitantes segundo o censo de 2010.

## População
Evolução da população da cidade de Ljubimec:
| Ljubimec | Ljubimec | Ljubimec | Ljubimec | Ljubimec | Ljubimec | Ljubimec | Ljubimec | Ljubimec | Ljubimec | Ljubimec | Ljubimec | Ljubimec | Ljubimec | Ljubimec | Ljubimec | Ljubimec | Ljubimec | Ljubimec | Ljubimec |
| --- | -------- | -------- | -------- | -------- | -------- | -------- | -------- | -------- | -------- | -------- | -------- | -------- | -------- | -------- | -------- | -------- | -------- | -------- | -------- |
| Ano | 1887     | 1910     | 1934     | 1946     | 1956     | 1965     | 1975     | 1985     | 1992     | 2001     | 2002     | 2003     | 2004     | 2005     | 2006     | 2007     | 2008     | 2009     | 2010     |
| População |          |          |          | …        | …        | 7.711    | 8.071    | 8.618    | 8.499    | 8.226    | 8.163    | 8.077    | 7.970    | 7.894    | 7.843    | 7.821    | 7.755    | 7.727    | 7.670    |
| Fontes: Instituto Nacional de Estatísticas, „citypopulation.de“, „pop-stat.mashke.org“, Bulgarian Academy of Sciences |          |          |          |          |          |          |          |          |          |          |          |          |          |          |          |          |          |          |          |